# Матје Кереку
Матје Кереку (фр. Mathieu Kérékou; Куафра, 2. септембар 1933 − Котону, 14. октобар 2015) био је председник Бенина од 1972. до 1991. и од 1996. до 2006. године.

## Биографија
Рођен је 2. септембра 1933. године у Куафри у тадашњој француској колонији Дахомеј. Завршио је војне школе у Малију и Сенегалу, након чега је служио у војсци. Након стицања независности Дахомеја, био је од 1961. до 1963. године ађутант председника Хуберта Маге. Након што је Морис Куандете дошао на власт 1967. године, Кереку је постао члан Војног револуционарног већа. Од 1968. до 1970. године, завршио је француске војне школе. Након тога га је Мага промакнуо у мајора и заповедника паравојне јединице.

### Председник НР Бенина
Кереку је војним ударом преузео власт у Дахомеју 26. октобра 1972. године, укинувши тиме ротациони систем тројице председника. Иако је Кереку у почетку одбијао комунизам, капитализам и социјализам, 30. новембра 1974. године, обзнанио је прихватање марксизма-лењизима као службене државне идеологије. Дахомеј је годину дана после преименован у Народну Републику Бенин. Национализоване су банке и нафтна индустрија. Народна револуционарна партија Бенина била је једина легална партија. Године 1980, Кереку је изабран за председника Револуционарне народне скупштине. Службу у војсци напустио је 1987. године.
Народна скупштина је у августу 1989. године поново изабрала Керекуа за председника, али је услед студентских немира и лошег економског стања био присиљен да у децембру исте године укине марксизам-лењинизам као државну идеологију. Народна скупштина је изгласала неповерење Керекуу, али он није деловао против одлуке. У марту 1991. године, одржани су вишепартијски избори у којима је победио Нисифор Согло, док је Кереку освојио 32% гласова у другом кругу гласања. Након избора повукао се из политике.

### Председник Републике Бенин
До 1996. године, Соглова владавина постала је непопуларна због неуспешног провођења економских реформи и диктаторског понашања. У другом кругу председничкх избора у марту 1996. године, Кереку је однео победу и поново постао председник. Кереку је поново победио на изборима у марту 2001. године, али га је противкандидат Согло оптужио за изборну превару. Кереку је за време свог другог мандата додатно либерализовао економију и укључио Бенин у неколико међународних мировних мисија у неким афричким државама.
Након истека мандата у марту 2006. године, није имао право на поновно кандидовање, јер је устав бранио кандидовање старијима од 70 година. На новим изборима, 19. марта, победио је Јаји Бони, а Кереку је напустио Уред председника 6. априла.